# Lifting szyi
Lifting szyi – jest to zabieg z zakresu medycyny estetycznej mający na celu odmłodzenie wyglądu szyi. Wykonuje się go poprzez usunięcie nadmiaru skóry i tkanki tłuszczowej z okolic szyi w ten sposób zmniejszając objawy starzenia. Wraz z wiekiem ludzka skóra traci na elastyczności wskutek ubywania z organizmu elastyny i kolagenu, dodatkowo gromadząca się w okolicy szyi tkanka tłuszczowa, negatywnie wypływa na jej wygląd. 
Dzięki liftingowi szyi pacjenci zyskują na młodszy wygląd. Zabieg może łączony z liftingiem twarzy, co przynosi jeszcze lepszy rezultat końcowy. Wadami zabiegu są widoczne oznaki starzenia się twarzy jeśli lifting obejmował jedynie szyje. Skóra szyi przez dłuższy okres może sprawiać wrażenie napiętej. W operowanej okolicy mogą zdarzać się krwawienia i gromadzenia płynów w okresie rekonwalescencji. Metody alternatywne: nici liftingujące, laserowy lifting szyi oraz Pellevé.

## Kandydat do zabiegu
Z zabiegu liftingu szyi mogą korzystać zarówno mężczyźni i kobiety. Istotne jest aby osoba zgłaszająca się na zabieg nie miała chorób mogących negatywnie wpływać na procesy gojenia się tkanek, taką chorobą może być np. cukrzyca. Zabieg jest wskazany u osób posiadających zwiotczały podwójny podbródek, liczne zmarszczki lub postarzały wygląd szyi. Najlepiej aby były to osoby wolne od nałogu tytoniowego. Pozytywnie na zabieg nie zostaną zakwalifikowane osoby cierpiące na choroby układu krążenia lub oddechowego, osoby z zaburzeniami krzepliwości krwi lub zaawansowaną cukrzycą.

## Bezpieczeństwo zabiegu
Lifting szyi podobnie jak każdy zabieg chirurgiczny niesie ze sobą ryzyko wystąpienia powikłań. Do najczęstszych powikłań związanych z tym zabiegiem można zaliczyć: asymetryczny wygląd szyi po zabiegu, krwiaki, obrzęki, przebarwienia, drętwienie lub miejscowe zmiany czucia. Innymi powikłaniami jakie mogą wystąpić są: nieestetycznie wyglądające blizny, infekcje, uszkodzenia nerwów bądź zakrzepica żył.

## Przygotowanie do zabiegu
Podczas wstępnych konsultacji zostaną zlecone podstawowe badania lekarskie w celu wykluczenia przeciwwskazań do zabiegu. Zabieg liftingu szyi wymaga określonych przygotowań tak aby zmniejszyć ryzyko wystąpienia powikłań i otrzymać optymalnie dobry rezultat końcowy. Już na półtora miesiąca przed planowanym zabiegiem wskazane jest zaprzestanie palenia tytoniu. Podobnie postępujemy z lekami mogącymi wpływać na rzadkość krwi, są to wszystkie leki zawierające kwas acetylosalicylowy. Do leków tych zaliczamy m.in. aspirynę i leki pochodne. W uzasadnionych przypadkach lekarza może zlecić wykonanie dodatkowych badań specjalistycznych.

## Przebieg zabiegu
W zależności od ustaleń podczas wstępnych konsultacji lifting szyi może być przeprowadzony jako częściowy lub tradycyjny. Lifting częściowy charakteryzuje się mniejszymi nacięciami, wykonywanymi jedynie wokół uszu. W liftingu tradycyjnym z kolei nacięcia wykonywane są od linii włosów w kierunku ucha i kończą się również na linie włosów. W praktyce spotyka się również nacięcia przeprowadzane pod brodą. Zabieg trwa od 2 do 3 godzin i wykonuje się go w znieczuleniu ogólnym, po podaniu anestezji chirurg przystępuje do wykonania nacięć. Po wykonaniu odpowiednich nacięć skóra jest odseparowywana, zwiotczały fragment skóry jest usuwany wraz z nadmiarem tkanki tłuszczowej. Kolejnym krokiem jest zaszycie ran.

## Rekonwalescencja
Po zabiegu szyja owijana jest bandażem, w celu odprowadzenia nadmiaru płynów i krwi stosuje się drenaże. Szyja może być opuchnięta, z widocznymi krwiakami. Dolegliwości bólowe łagodzi się przy pomocy doustnych środków przeciwbólowych. Po ok. tygodniu ściągane są szwy operacyjne. W celu zminimalizowania obrzęków zaleca się podczas leżenia utrzymywanie głowy na wyższym poziomie niż klatka piersiowa. Przez dni po zabiegu należy odpoczywać i nie angażować się w prace domowe, czy aktywność sportową. Przez czas gojenia się tkanek nie zaleca się ekspozycji na promienie słoneczne, należy unikać ubrań wkładanych przez głowę, mogących podrażniać skórę. Ostateczny rezultat zabiegu widoczny jest dopiero po kilku miesiącach.